# Obris ljudske spolnosti
daljnje informacije: indeks članaka o ljudskoj spolnosti
Sljedeći okvir pruža pregled ljudske spolnosti i tematski vodič kroz ljudsku spolnost.
Ljudska spolnost jest ukupnost pojava vezanih s ljudskim spolom i spolnim nagonom, odnosno sposobnost da se dožive erotična iskustva i odgovori. Ljudska spolnost može također označivati način na koji jedna osoba spolno privlači drugu osobu suprotna spola (heteroseksualnost), istog spola (homoseksualnost) ili obiju tendencija (biseksualnost). Nedostatak spolne privlačnosti naziva se aseksualnost. Ljudska spolnost utječe na kulturne, političke, pravne i filozofske aspekte života. Ljudska je spolnost naširoko povezana s pitanjima morala, etike, teologije, duhovnosti ili religije. Ona ipak nije izravno vezana s rodom.

## Povijest ljudske spolnosti
- povijest masturbacije
- povijest prostitucije
- povijest homoseksualnosti
- spolna revolucija
- povijest erotičnih prikaza
- kronologija spolne orijentacije i medicine
- feministički spolni ratovi

## Tipovi ljudske spolnosti
- po rodu
  - muška spolnost
  - ženska spolnost
- po dobi
  - dječja spolnost
    - genitalna igra
    - igranje doktora

  - adolescentna spolnost
  - spolnost u starijoj dobi
- po regiji
  - adolescentna spolnost u Sjedinjenim Državama
  - spolnost u Indiji
  - spolnost u Japanu
  - spolnost u Južnoj Koreji
  - spolnost u starom Rimu
  - spolnost u Kini
  - spolnost na Filipinima
  - LGBT-ovska prava po zemljama i teritorijima

- ostalo
  - životinjsko spolno ponašanje

## Spolne orijentacije
spolna privlačnost
- heteroseksualnost – spolna privlačnost prema suprotnom spolu
- homoseksualnost – spolna privlačnost prema istom spolu
- biseksualnost – postojanje homoseksualnih i heteroseksualnih tendencija
- aseksualnost – nepostojanje spolne privlačnosti ni prema jednom spolu

### Ostali identiteti vezani sa spolom
- spolnoorijentacijski identitet
- rodni identitet
  - transrodnost
- spolni identitet

## Tipovi spolne privlačnosti
- predigra
- nepenetrativni snošaj
  - isključivi
    - erotska masaža – trljanje čitava tijela uljem ili bez njega
    - dry humping (dosl. engl.: grbiti se na suho) – frotaža preko odjeće. Ovaj je čin čest, iako nije neophodan, u plesnom stilu znanu kao grinding (engl. to grind: mljeti, mrviti, brusiti)
    - footjob – stimulacija genitalija stopalima
    - handjob – stimulacija penisa šakom
    - irumacija
      - interkruralni snošaj (međubedreni snošaj, interfemoralni snošaj) – tip irumacije gdje jedan partner smješta falički objekt ili penis između bedara drugog partnera
      - interglutealni snošaj – kada jedan partner smješta falički objekt ili penis u stražnjični rascjep ili stražnjičnu brazdu drugog partnera
      - međudojčani snošaj – kada jedan partner trlja falički objekt ili penis između partnerovih dojaka

    - stimulacija bradavica – stimuliranje bradavica, obično oralno ili manualno
    - sumata – tip stimulacije muških genitalija popularne u japanskim bordelima: žena trlja muškarčev penis svojim rukama, bedrima i velikim usnama
    - tribadizam – trljanje stidnice o stidnicu, obično znano po svojem škarastu položaju
    - frot – trljanje penisa o penis

  - neisključivi
    - prstenjačenje – stimuliranje rodnice ili čmara prstima
    - oralni snošaj – stimulacija genitalija uporabom usta, usna, jezika, zubi ili grla

  - uzajamna masturbacija – kada dva čovjeka ili više njih spolno stimuliraju sebe ili jedan drugog, obično rukama
    - autoerotizam

- penetrativni snošaj
  - snošaj
    - predigra

  - analni snošaj – penetracija anusa jedne osobe penisom druge osobe radi spolne stimulacije
  - oralni snošaj
    - anilingus – oralna stimulacija čmara ili međice
    - kunilingus – oralna stimulacija ženskog klitorisa, stidnice ili rodnice
    - felacija – oralna stimulacija muškarčeva penisa

- masturbacija
  - prstenjačenje
  - analna masturbacija
  - fisting – uključuje umetanje šake u rodnicu ili rektum.
  - autoerotizam
    - seksualne igračke

- ostalo
  - facial
  - grupni snošaj

- vanilasti snošaj
- uvrnuti snošaj
  - spolna uloga
  - BDSM
    - bondage i disciplina
    - dominacija i submisija
      - erotsko poniženje

    - sadizam i mazohizam
      - cock and ball torture
      - erotsko pljuskanje

  - spolni fetišizam

- spolni sleng
  - bareback
  - bukkake
  - kružno drkanje
  - creampie
  - cumshot
  - cybersex
  - felching
  - gang bang
  - pompoir
  - seks na brzaka
  - snowballing
  - teabagging
  - Venerin leptir

- spolna uzbuda
  - dodir
    - erogena zona

  - njuh
    - parfem
    - kolonjska voda

  - vid
    - romantični ugođaj
    - nagost

  - sluh
    - stenjanje
    - prljavi razgovor

  - vezano
    - afrodizijak
    - libido
    - spolna fantazija

### Fiziološki događaji
- spolna stimulacija
- spolna uzbuda
  - muškarac
    - erekcija

  - žena
    - klitoralna erekcija
    - vaginalna lubrikacija
- orgazam
  - ženska ejakulacija
  - muška ejakulacija
- inseminacija
- trudnoća

### Nerazvrstano
- incest
  - slučajni incest
  - prikriveni incest
- mehanika snošaja
  - kontrola orgazma
- spolna magija
- spolna sublimacija

## Seksologija (znanost o spolu)
- seksologija – znanstvena disciplina o ljudskoj spolnosti, uključujući ljudske spolne interese, ponašanje i funkciju. Naziv se općenito ne odnosi samo na neznanstveno proučavanje spola kao što je politička analiza ili socijalna kritika.[4][5]
  - spolnost u starijoj dobi
  - biologija i spolna orijentacija
  - okoliš i spolna orijentacija
  - redoslijed rođenja braće i muška spolna orijentacija
  - rukost i spolna orijentacija
  - mentalni korijeni spolne orijentacije
  - neuroznanost i spolna orijentacija
  - prenatalni hormoni i spolna orijentacija
  - napori za promjenom spolne orijentacije
  - spolnoorijentacijska hipoteza
  - spolnoorijentacijski identitet
  - erotska plastičnost

### Spolno obrazovanje
- ljudsko razmnožavanje
- slika tijela
- spolna zrelost
- sigurni snošaj
  - spolno prenosive bolesti
  - kontrola rađanja
  - kondom
  - koferdam
- sindrom postorgazmičke bolesti
- medicina
  - reproduktivna medicina
    - andrologija
    - ginekologija
    - urologija

  - spolna medicina
- seksualna terapija
  - spolni surogat
- seksualna disfunkcija
  - erektilna disfunkcija
  - hiperseksualnost
  - hiposeksualnost

## Filozofija spola
- Koja je funkcija spola?
- Što je romantična ljubav?
- Postoje li bitne karakteristike koje čin čine spolnim?
- Jesu li neki spolni činovi dobri, a drugi loši? S obzirom na koje kriterije? Drugim riječima, mogu li suglasni spolni činovi biti nemoralni ili su oni izvan dosega etike?
- Kakav je odnos između spola i biološkog razmnožavanja? Može li jedno postojati bez drugoga?
- Jesu li spolni identiteti ukorijenjeni u nekoj fundamentalnoj ontološkoj razlici (poput biologije)?
- Je li spolnost funkcija roda ili biološkog spola?
- spolna objektivacija

## Kultura

### Pravni aspekti
- zakoni
  - zakoni o dječjoj spolnoj zloporabi
    - zakoni o dječjoj pornografiji

  - zakoni o silovanju
  - zakoni o incestu
  - zakoni o prostituciji
- dob pristanka
- kazneni prijenos HIV-a
- incest
- opscenost
- javna indecentnost
- spolni napad
- spolno zlostavljanje
- spolni prekršaj
- spolno nasilje

#### Spolni napad
- silovanje
  - tipovi
    - korektivno silovanje
    - spojno silovanje
    - grupno silovanje
    - bračno silovanje
    - serijsko silovanje
    - zatvorsko silovanje
    - silovanje obmanom
    - ratno silovanje

  - učinci i motivacije
    - učinci i posljedice silovanja
    - sindrom traume silovanja
    - motivacija za silovanje
    - sociobiološke teorije silovanja
    - kultura silovanja

  - zakoni
    - zakonsko silovanje
    - rape shield law
    - lažna optužba o silovanju
    - silovanje i kazna
    - istraga silovanja
    - oprema za dokazivanje silovanja

  - vezano
    - povijest silovanja
    - statistika silovanja
    - silovanje po rodu
    - uređaj protiv silovanja
    - krizni centri za žrtve silovanja
    - silovanje u pornografiji
    - filmovi o silovanju i osveti
    - fantazija silovanja
- spolno uznemirivanje
  - spolno uznemirivanje u obrazovanju
- spolna zloporaba
  - dječja spolna zloporaba
    - spolna zloporaba među djecom

  - religija i spolna zloporaba
    - slučajevi spolne zloporabe u Katoličkoj crkvi
    - slučajevi spolne zloporabe u Katoličkoj crkvi po zemljama
    - eklezijastički odgovor na slučajeve spolne zloporabe u Katoličkoj crkvi
    - nagodbe i bankroti u slučajevima spolne zloporabe u Katoličkoj crkvi
      - kurijalni odgovor na slučajeve spolne zloporabe u Katoličkoj crkvi
      - medijsko praćenje slučajeva spolne zloporabe u Katoličkoj crkvi
- spolno nasilje
  - spolno nasilje intimnih partnera
  - faktori pridruženi žrtvama spolnog nasilja

### Religijski aspekti
spolnost
- budizam
- kršćanstvo i spolnost
  - katolicizam
    - spol, rod i Katolička crkva
    - slučajevi spolne zloporabe u Katoličkoj crkvi
      - slučajevi spolne zloporabe u Katoličkoj crkvi po zemljama
      - eklezijastički odgovor na slučajeve spolne zloporabe u Katoličkoj crkvi
      - nagodbe i bankroti u slučajevima spolne zloporabe u Katoličkoj crkvi
      - kurijalni odgovor na slučajeve spolne zloporabe u Katoličkoj crkvi
      - medijsko praćenje slučajeva spolne zloporabe u Katoličkoj crkvi

  - spolnost u kršćanskoj demonologiji
- islam
- judaizam
- taoizam i spolnost

spolna orijentacija
- kršćanstvo
- budizam
- islam
- haićanski vudu
- pokret Hare Krišna
- scijentologija
- sikizam
- unitarni univerzalizam
- zoroastrizam

### Psihološki aspekti
- psihoseksualni razvoj
- spolna privlačnost
- spolna fantazija
- libido
- požuda

### Ekonomski aspekti
- videoigra za odrasle
- seksualni turizam
  - ženski seksualni turizam
  - dječji seksualni turizam
- erotika
- pornografija
- prostituacija
- muzej seksa
- sex shop
- seksualna igračka
  - vibrator
  - seksualna lutka
- striptiz-klub

## Organizacije ljudske spolnosti
- Američki institut za biseksualnost
- Arse Elektronika
- Fuck for Forest
- Institut za ljudsku svjesnost
- OneTaste
- anonimni spolni ovisnici
- anonimni spolni i ljubavni ovisnici
- anonimni seksoholičari
- anonimni spolno kompulzivni
- Društvo za unapređenje spolnog zdravlja
- Survivors of Incest Anonymous

## Književnost
- manga, žanr: hentai
- popis autora hentaija
- kategorija:romani o efebofiliji
- kategorija:pornografske knjige
- kategorija:nefikcijske knjige o prostituciji
- kategorija:spolni priručnici

enciklopedije
- Enciklopedija majčinstva
- Enciklopedija neobičnih spolnih praksa
- Međunarodna enciklopedija spolnosti
- Kvirovci u povijesti

## Popisi
indeksi
- indeks članaka o ljudskoj spolnosti
- indeks članaka o BDSM-u

rječnici
- glosar BDSM-a

ostalo
- popis organizacija BDSM-a
- popis opreme za BDSM
- popis položaja za vezanje
- popis anarhističkih pornografskih projekata i modela
- popis pornografskih magazina
- popis pornografskih podžanrova
- popis protitutaka i kurtizana

## Više informacija
- životinjsko spolno ponašanje
- spolna fantazija
- erogena zona
- spolnost u Zvjezdanim stazama
- spolnost u glazbenim spotovima
- spolnost u starijoj dobi
- spolni sleng
- afroamerička kultura i spolna orijentacija
- demografija spolne orijentacije
- egodistonička spolna orijentacija
- spolna orijentacija
- spolna orijentacija i rodni identitet pri Ujedinjenim narodima
- spolna orijentacija i medicina
- spolna orijentacija i vojna služba
  - spolna orijentacija i kanadska vojska
  - spolna orijentacija i američka vojska
  - spolna orijentacija i nizozemska vojska
  - spolna orijentacija i britanska vojska
- socioseksualna orijentacija
- coitus reservatus
- erotokomatozna lucidnost
- dostupnost hitnih kontraceptiva po zemljama
- nesimulirani snošaj na filmu
- planiranje obitelji
- brak
- parafilija
- poliamorija
- promiskuitet
- romansa (ljubav)
- spolno ustezanje
- spolna ovisnost
- spolna privlačnost
- spolni kapital
- spolna etika
- spolna inhibicija
- spolna objektivacija

## Vanjske poveznice
- prikaz ovog okvira u obliku mentalne mape  Arhivirana inačica izvorne stranice od 18. veljače 2013. (Wayback Machine) pri wikimindmap.com
- American Sexuality Magazine  Arhivirana inačica izvorne stranice od 4. prosinca 2008. (Wayback Machine)
- Glossario di sessuologia clinica – Glossary of clinical sexology  Arhivirana inačica izvorne stranice od 26. ožujka 2016. (Wayback Machine)
- History of Surveys of Sexual Behavior  Arhivirana inačica izvorne stranice od 22. kolovoza 2004. (Wayback Machine) u: Encyclopedia of Behavioral Statistics
- International Encyclopedia of Sexuality  Arhivirana inačica izvorne stranice od 10. listopada 2007. (Wayback Machine) cijeli tekst  Arhivirana inačica izvorne stranice od 12. veljače 2006. (Wayback Machine)
- Janssen, D. F., Growing Up Sexually. Volume I. World Reference Atlas  Arhivirana inačica izvorne stranice od 20. veljače 2006. (Wayback Machine) [cijeli tekst]
- National Sexuality Resource Center  Arhivirana inačica izvorne stranice od 5. veljače 2012. (Wayback Machine)
- Durex Global Sex Survey 2005  Arhivirana inačica izvorne stranice od 16. travnja 2016. (Wayback Machine) pri data360.org  Arhivirana inačica izvorne stranice od 10. svibnja 2016. (Wayback Machine)
- POPLINE  Arhivirana inačica izvorne stranice od 13. veljače 2006. (Wayback Machine) je pretraživa baza podataka svjetske literature o reproduktivnom zdravlju
- The Continuum Complete International Encyclopedia of Sexuality at the Kinsey Institute  Arhivirana inačica izvorne stranice od 21. svibnja 2008. (Wayback Machine)
- The Sexuality and Rights Institute
- The South and Southeast Asia Resource Centre on Sexuality  Arhivirana inačica izvorne stranice od 28. veljače 2009. (Wayback Machine)
- MRI Video of Human Copulation  Arhivirana inačica izvorne stranice od 2. prosinca 2020. (Wayback Machine)
- "Naked Science: What's Sexy?".   Naked Science. National Geographic Channel. 13. veljače 2006. br. 1, serija 2.